# 红里赫
50°45′56″N 30°2′0″E / 50.76556°N 30.03333°E
红里赫（烏克蘭語：Красний Ріг）是位於烏克蘭北部的村莊，由基辅州布恰区的博罗江卡市镇負責管轄。該村始建於1890年，面積0.31平方公里，海拔高度132米，2001年人口29，人口密度每平方公里93.6人。